# Круасани з вершками
«Круасани з вершками» («Cornetti alla crema») — італійська еротична комедія 1981 року, знята режисером Серджо Мартіно, з Едвіж Фенек у головній ролі.

## Сюжет
Церковний кравець допоміг дівчині, яка хоче бути співачкою, втекти від ревнивого чоловіка, і тепер вона його коханка. Але по п'ятах уже йде ревнивий чоловік, трощачи все на своєму шляху.

## У ролях
- Ліно Банфі: Доменіко Петруццеллі
- Едвіж Фенек: Маріанна Трібальці
- Джанні Кавіна: Габріеле Арканджелі
- Мілена Вукотіч: Елена Петруццеллі
- Маріса Мерліні: Заїра, мати Маріанни
- Армандо Бранча: кардинал
- Мікела Міті: дівчина за викликом
- Мауріціо Токкі: Ульріко на прізвисько «Мацінга»
- Філіппо Евангелісті: Арістіде Петруццеллі
- Луїджі Леоні: дон Джачінто
- Антонелла Антінорі: коханка Габріеле
- Сальваторе Джаконо: консьєрж в палаці
- Марґіт Евелін Ньютон: коханка Габріеле

## Знімальна група
- Режисер: Серджо Мартіно
- Сценаристи: Ромоло Гверр'єрі, Франко Веруччі
- Оператор: Джанкарло Феррандо
- Композитор: Детто Маріано
- Художник: Адріана Беллоне